# Mistrzostwa Czech w Lekkoatletyce 2019
50. Mistrzostwa Czech w Lekkoatletyce – zawody lekkoatletyczne, które odbyły się 26 i 27 lipca 2019 na stadionie Pod Palackého vrchem w Brnie.

## Rezultaty

### Mężczyźni
| Konkurencja:                  | Złoto                                                                       | Wynik    | Srebro                                                                  | Wynik    | Brąz                                                                        | Wynik    |
| Bieg na 100 m                 | Jan Veleba                                                                  | 10,16    | Zdeněk Stromšík                                                         | 10,17    | Dominik Záleský                                                             | 10,24    |
| Bieg na 200 m                 | Pavel Maslák                                                                | 20,90    | Jan Veleba                                                              | 21,04    | Jan Jirka                                                                   | 21,06    |
| Bieg na 400 m                 | Patrik Šorm                                                                 | 46,73    | Jakub Veselý                                                            | 47,49    | Lukáš Hodboď                                                                | 47,61    |
| Bieg na 800 m                 | Filip Šnejdr                                                                | 1:47,05  | Hakim Saleh                                                             | 1:48,01  | Tomáš Vystrk                                                                | 1:48,86  |
| Bieg na 1500 m                | Jakub Holuša                                                                | 3:44,96  | Filip Sasínek                                                           | 3:46,50  | Viktor Šinágl                                                               | 3:47,43  |
| Bieg na 5000 m                | Jan Friš                                                                    | 14:29,05 | Jiří Homoláč                                                            | 14:32,28 | Roman Budil                                                                 | 14:33,76 |
| Bieg na 10 000 m              | David Foller                                                                | 31:15,90 | Dominik Sádlo                                                           | 31:21,07 | Kamil Krunka                                                                | 31:28,37 |
| Bieg uliczny na 10 km         | Vít Pavlišta                                                                | 30:53    | Jakub Zemaník                                                           | 31:07    | Dominik Sádlo                                                               | 31:13    |
| Bieg przełajowy (krótki)      | David Foller                                                                | 12:07    | Jan Sýkora                                                              | 12:13    | Patrik Vebr                                                                 | 12:17    |
| Bieg przełajowy (długi)       | Jiří Homoláč                                                                | 30:30    | Marek Chrascina                                                         | 30:37    | Viktor Šinágl                                                               | 31:05    |
| Bieg górski                   | Jan Janů                                                                    | 50:52    | Marek Chrascina                                                         | 51:00    | Vít Pavlišta                                                                | 52:23    |
| Półmaraton                    | Jiří Homoláč                                                                | 1:04:28  | Vít Pavlišta                                                            | 1:07:03  | Petr Pechek                                                                 | 1:08:44  |
| Maraton                       | Vít Pavlišta                                                                | 2:16:30  | Jiří Homoláč                                                            | 2:21:23  | Petr Pechek                                                                 | 2:22:21  |
| Bieg na 110 m przez płotki    | Jiří Sýkora                                                                 | 14,15    | Michal Brož                                                             | 14,19    | David Ryba                                                                  | 14,23    |
| Bieg na 400 m przez płotki    | Vít Müller                                                                  | 49,59    | Jan Tesař                                                               | 50,50    | Martin Tuček                                                                | 50,93    |
| Bieg na 3000 m z przeszkodami | Jáchym Kovář                                                                | 9:01,97  | Damián Vích                                                             | 9:05,30  | David Foller                                                                | 9:07,24  |
| Sztafeta 4 × 100 m            | Sokol Kolín-atletika Matyáš Koška Dominik Holub Stanislav Jíra Štěpán Hampl | 40,65    | Slavia Praha Adam Grabmüller Michal Tlustý Vojtěch Svoboda Adam Pekárek | 40,75    | AK ŠKODA Plzeň Filip Ličman Daniel Maruštík Jakub Rež Jan Procházka         | 41,26    |
| Sztafeta 4 × 400 m            | Sokol Hradec Králové Michal Desenský Filip Blatník Lukáš Hodboď Vít Müller  | 3:13,11  | Slavia Praha Matěj Mach Martin Růžička Adam Grabmüller Filip Šnejdr     | 3:13,33  | VSK Univerzita Brno Michal Suchánek Tomáš Vystrk Daniel Kotyza Martin Tuček | 3:14,15  |
| Chód na 20 km                 | Lukáš Gdula                                                                 | 1:27:14  | Vít Hlaváč                                                              | 1:28:56  | Tomáš Hlavenka                                                              | 1:33:49  |
| Chód na 50 km                 | Lukáš Gdula                                                                 | 3:59:33  | Tomáš Hlavenka                                                          | 4:20:12  | Vít Hlaváč                                                                  | 4:30:46  |
| Skok wzwyż                    | Martin Heindl                                                               | 2,21     | Josef Adámek                                                            | 2,17     | Marek Bahník                                                                | 2,17     |
| Skok o tyczce                 | Jan Kudlička                                                                | 5,44     | Matěj Ščerba                                                            | 5,36     | David Holý                                                                  | 5,21     |
| Skok w dal                    | Radek Juška                                                                 | 7,72     | Jiří Vondráček                                                          | 7,60     | Jan Jirásek                                                                 | 7,20     |
| Trójskok                      | Ondřej Vodák                                                                | 16,02    | Jiří Vondráček                                                          | 15,79    | Tomáš Janeček                                                               | 15,38    |
| Pchnięcie kulą                | Tomáš Staněk                                                                | 19,81    | Martin Novák                                                            | 18,32    | David Tupý                                                                  | 17,34    |
| Rzut dyskiem                  | Marek Bárta                                                                 | 62,32    | Tomáš Voňavka                                                           | 58,77    | Jan Marcell                                                                 | 55,02    |
| Rzut młotem                   | Miroslav Pavlíček                                                           | 69,60    | Patrik Hájek                                                            | 63,92    | Daniel Čapek                                                                | 58,39    |
| Rzut oszczepem                | Jakub Vadlejch                                                              | 83,22    | Vítězslav Veselý                                                        | 79,27    | Petr Frydrych                                                               | 75,03    |
| Dziesięciobój                 | Jan Doležal                                                                 | 8142     | Marek Lukáš                                                             | 7892     | Ondřej Kopecký                                                              | 7627     |

### Kobiety
| Konkurencja:                  | Złoto                                                                            | Wynik    | Srebro                                                                             | Wynik    | Brąz                                                                          | Wynik    |
| Bieg na 100 m                 | Klára Seidlová                                                                   | 11,38    | Nikola Bendová                                                                     | 11,41    | Marcela Pírková                                                               | 11,51    |
| Bieg na 200 m                 | Marcela Pírková                                                                  | 23,56    | Nikola Bendová                                                                     | 23,86    | Klára Seidlová                                                                | 24,13    |
| Bieg na 400 m                 | Lada Vondrová                                                                    | 51,71    | Zuzana Hejnová                                                                     | 52,44    | Tereza Petržilková                                                            | 53,47    |
| Bieg na 800 m                 | Kristiina Mäki                                                                   | 2:08,41  | Vendula Hluchá                                                                     | 2:08,84  | Diana Mezuliáníková                                                           | 2:09,10  |
| Bieg na 1500 m                | Kristiina Mäki                                                                   | 4:25,95  | Lucie Sekanová                                                                     | 4:27,25  | Renata Vocásková                                                              | 4:28,96  |
| Bieg na 5000 m                | Moira Stewartová                                                                 | 16:22,76 | Aneta Chlebiková                                                                   | 16:32,33 | Tereza Hrochová                                                               | 16:43,24 |
| Bieg na 10 000 m              | Moira Stewartová                                                                 | 33:24,58 | Hana Homolková                                                                     | 36:21,26 | Martina Vévodová                                                              | 37:24,25 |
| Bieg uliczny na 10 km         | Vendula Frintová                                                                 | 35:06    | Aneta Chlebiková                                                                   | 35:45    | Tereza Hrochová                                                               | 35:56    |
| Bieg przełajowy               | Moira Stewartová                                                                 | 28:01    | Aneta Chlebiková                                                                   | 28:03    | Tereza Hrochová                                                               | 28:18    |
| Bieg górski                   | Adéla Stránská                                                                   | 1:01:06  | Pavla Schorná                                                                      | 1:02:50  | Tereza Hrochová                                                               | 1:03:09  |
| Półmaraton                    | Tereza Hrochová                                                                  | 1:16:12  | Petra Pastorová                                                                    | 1:17:10  | Hana Homolková                                                                | 1:18:28  |
| Maraton                       | Petra Pastorová                                                                  | 2:42:23  | Tereza Ďurdiaková                                                                  | 2:47:17  | Barbora Jíšová                                                                | 2:48:10  |
| Bieg na 100 m przez płotki    | Lucie Koudelová                                                                  | 13,34    | Helena Jiranová                                                                    | 13,39    | Tereza Vokálová                                                               | 13,73    |
| Bieg na 400 m przez płotki    | Tereza Jonášová                                                                  | 59,16    | Lucie Pertlíková                                                                   | 59,41    | Michaela Bičianová                                                            | 59,81    |
| Bieg na 3000 m z przeszkodami | Eva Krchová                                                                      | 10:13,76 | Tereza Hrochová                                                                    | 10:33,12 | Lucie Svobodová                                                               | 10:57,27 |
| Sztafeta 4 × 100 m            | USK Praha Klára Seidlová Marcela Pírková Lucie Domská Helena Jiranová            | 44,43    | USK Praha B Kristýna Kobiánová Barbora Dvořáková Martina Hofmanová Lucie Koudelová | 44,93    | AK ŠKODA Plzeň Barbara Píchalová Linda Hettlerová Linda Suchá Denisa Majerová | 46,12    |
| Sztafeta 4 × 400 m            | AK ŠKODA Plzeň Tereza Jonášová Anna Suráková Linda Hettlerová Tereza Petržilková | 3:40,29  | USK Praha Martina Hofmanová Michaela Červínová Michaela Bičianová Marcela Pírková  | 3:45,02  | Slavia Praha Klára Staňková Anna Šimková Jana Matějková Kateřina Ulrichová    | 3:49,42  |
| Chód na 20 km                 | Anežka Drahotová                                                                 | 1:35:43  | Veronika Janošíková                                                                | 1:49:08  | Štěpánka Pohlová Kučerová                                                     | 1:56:30  |
| Skok wzwyż                    | Bára Sajdoková                                                                   | 1,80     | Oldřiška Marešová                                                                  | 1,76     | Denisa Majerová                                                               | 1,76     |
| Skok o tyczce                 | Romana Maláčová                                                                  | 4,40     | Amálie Švábíková                                                                   | 4,27     | Nikola Pöschlová                                                              | 4,01     |
| Skok w dal                    | Barbora Hůlková                                                                  | 6,37     | Kateřina Cachová                                                                   | 6,28     | Michaela Kučerová                                                             | 6,27     |
| Trójskok                      | Emma Maštalířová                                                                 | 12,42    | Lucie Májková                                                                      | 12,40    | Šárka Vachata                                                                 | 12,34    |
| Pchnięcie kulą                | Markéta Červenková                                                               | 17,28    | Petra Klementová                                                                   | 15,21    | Gabriela Pallová                                                              | 14,57    |
| Rzut dyskiem                  | Eliška Staňková                                                                  | 57,16    | Markéta Červenková                                                                 | 48,82    | Lenka Matoušková                                                              | 45,63    |
| Rzut młotem                   | Kateřina Šafránková                                                              | 67,25    | Tereza Králová                                                                     | 64,15    | Pavla Kuklová                                                                 | 62,07    |
| Rzut oszczepem                | Barbora Špotáková                                                                | 63,14    | Irena Šedivá                                                                       | 57,56    | Nikola Ogrodníková                                                            | 56,36    |
| Siedmiobój                    | Jana Novotná                                                                     | 5905     | Kateřina Dvořáková                                                                 | 5671     | Barbora Dvořáková                                                             | 5350     |